# 1348

## Esdeveniments

Mapa de la progressió de la Pesta Negra pel continent europeu a mitjan

- 8 de desembre - Mislata (l'Horta de València): les tropes de Pere III, manades per Lope de Luna, hi derroten els unionistes (batalla de Mislata).
- La Pesta Negra, que s'havia estès des de Crimea l'any anterior, ja minva la població de la Corona d'Aragó.
- Els avalots de 1348 van delmar els jueus habitants dels Calls de Barcelona, Cervera i Tàrrega.[1]

## Necrològiques
- 6 d'abril, Avinyó, Valclusa: Laura de Noves, dama provençal; és possible que fos el gran amor de Petrarca, inspiradora de la seva poesia.[2]
- 18 d'agost, Vallbona de les Monges: Elisenda de Copons, monja cistercenca, abadessa de Santa Maria de Vallbona.[3]
- 30 d'octubre - Elionor de Portugal, infanta de Portugal i reina consort de la Corona d'Aragó. (n. 1328)